# The Cheetah Girls: One World
The Cheetah Girls One World (conocida como The Cheetah Girls: Un Mundo en Hispanoamérica y España) es una película original de Disney Channel estrenada el 22 de agosto de 2008 por Disney Channel. Está dirigida por Paul Hoen y protagonizada por Adrienne Bailon, Sabrina Bryan y Kiely Williams dado que Raven-Symoné no repitió su papel para esta película.
Es la secuela de la película de 2006, The Cheetah Girls 2, y la tercera y última entrega de la serie de películas.
En Latinoamérica se estrenó el 16 de noviembre de 2008 y en España el 20 de diciembre por Disney Channel.

## Sinopsis
Con Galleria (Raven-Symoné) estudiando en la Universidad de Cambridge en Inglaterra, Chanel (Adrienne Bailon), Dorinda (Sabrina Bryan) y Aqua (Kiely Williams) son elegidas para participar en una súper producción de Bollywood. Entonces, las Cheetah Girls  le dan la vuelta al mundo hasta llegar a la India. Ahí, conocen a Rahim (Rupak Ginn), quien es el protagonista masculino de la película. Rahim las lleva a conocer a la coreógrafa de la película, Gita (Deepti Daryanani) y tienen un enfrentamiento de baile, en donde hacen una fusión del Hip-Hop y el baile Hindú. Después descubren que el director de la película, Vik (Michael Steger) debe escoger sólo a una de ellas, y no a las tres como pensaban; puesto que no tenían el suficiente presupuesto para contratar a más de una.
Cuando pensaban volver a casa, se dan cuenta de que deberán audicionar cada una para obtener el papel protagónico. A pesar de que hicieron una promesa de ser justas y no hacer trampa en la competencia, surgieron muchas rivalidades entre ellas. Chanel se hace amiga de Vik, Dorinda se hace amiga de Rahim, y Aqua se hizo muy amiga de un chico con el que ha estado en contacto por Internet antes de viajar a la India, Amar (Kunal Sharma).
Cada una de Las Cheetah estaba muy segura de que el productor de la película Khamal (Roshan Seth), la iba a escoger después de la audición. Chanel es la mejor cantante, Dorinda es la que mejor baila y Aqua es la que mejor actúa. Entonces las tres Cheetahs audicionan la una contra la otra; y Chanel es la elegida para protagonizar la película, por lo que ella se sintió muy mal, porque no quería perder la amistad de sus mejores amigas. 
Entonces Chanel decide rechazar el papel protagónico y las Cheetahs convencen a Khamal de que le dé el papel a Gita, al final graban una escena de "Namaste Bombay" en donde las Cheetahs cantan y bailan "One World".

## Personajes
- Adrienne Bailon como Chanel Simmons.
- Sabrina Bryan como Dorinda Thomas.
- Kiely Williams como Aquanette "Aqua" Walker.
- Roshan Seth como El tío Kamal Bhatia.
- Michael Steger como Vikram "Vik" Bhatia.
- Deepti Daryanani como Gita.
- Rupak Ginn como Rahim Khan.
- Gavin Hetherington como Chapel.
- Kunal Sharma como Amar.
- Vinod Naspal como el Swami.

## Doblaje
- Chanel - Erica Edwards
- Dorinda - Xóchitl Ugarte
- Aqua - Jessica Ortiz
- Vik - Noé Velázquez
- Amar - Diego Armando Nieves
- Rahim - Óscar Flores
- Gita - Marisol Romero

Créditos Técnicos
- Estudio de Doblaje - Diseño en Audio S.A. de C.V.
- Director - Ricardo Tejedo
- Traductor Adaptador - Elena Ramírez
- Director Creativo: Raúl Aldana
- Doblaje al español producido: Disney Character Voices International, Inc.

## Producción
A principios de 2007, Disney Channel anunció la película con la trama de las Cheetah Girls viajando a India para protagonizar una producción de Bollywood. Al igual que The Cheetah Girls 2, se filmó en un país extranjero, durante un período de tres meses en India. Bailon estaba investigando para la película durante el rodaje. Aunque Bailon declaró en marzo que "todo el elenco original regresaría", Raven-Symoné confirmó posteriormente en agosto que no regresaría para esta película debido a "peleas entre mujeres" y "problemas territoriales" tras las cámaras de la segunda película. Casi una década después, Symoné revelaría que no apareció en la tercera película debido a que se sintió "excluida" y "condenada al ostracismo" durante la producción de The Cheetah Girls 2.
La película se rodó en Udaipur y Bombay, India, de enero a abril de 2008. Al igual que en High School Musical 2, Disney Channel presentó una función de "haz tu parte", donde los espectadores y fanáticos podían elegir elementos de la película a través del sitio web. Esto ocurrió del 31 de diciembre de 2007 al 1 de febrero de 2008.

## Música
La banda sonora fue lanzada el 19 de agosto de 2008.=
La banda de sonido mezcla estilos de hip hop con música  de la India tradicional. De acuerdo con las Cheetah Girls, varias de las canciones en la banda sonora fueron hechas utilizando material que no utilizaron en su disco TCG.

## Versiones
- La película se estrenó en Disney Channel de Estados Unidos el 22 de agosto de 2008, y en España el día 20 de diciembre de 2008.
- La versión Fan Night con el elenco respondiendo las preguntas de los televidentes se estrenó el 23 de agosto de 2008 en Disney Channel de Estados Unidos.[7] En España la versión Tarde de Fans se emitió el día 21 de diciembre de 2008 por la tarde, y no por la noche como en Estados Unidos
- La versión Sing Along se estrenó el 24 de agosto de 2008 en Disney Channel.